# 孔致和
孔致和，辽朝人物。
孔致和在辽道宗时司天，见到五色云气屡出东方，好像二千斛囷仓一样大。于是暗中对人说，当下会生出圣人，建非常之事，天象示警，非人力而能为。咸雍四年（1068年）七月初一，女真地区完颜阿骨打出生，就是后来的金太祖。